# Aritz Arambarri
Aritz Arambarri Murua (Azkoitia, 31 gennaio 1998) è un calciatore spagnolo, difensore dell'Eibar.

## Carriera
Cresciuto nel settore giovanile della Real Sociedad, dal 2018 viene inserito nella rosa della seconda squadra del club basco; il 1º luglio 2020 prolunga fino al 2023. Il 1º novembre seguente esordisce in prima squadra, in occasione della partita di Primera División vinta per 1-4 contro il Celta Vigo.

## Statistiche

### Presenze e reti nei club
Statistiche aggiornate al 28 ottobre 2022.
| Stagione               | Squadra                | Campionato             | Campionato | Campionato | Coppe nazionali | Coppe nazionali | Coppe nazionali | Coppe continentali | Coppe continentali | Coppe continentali | Altre coppe | Altre coppe | Altre coppe | Totale | Totale | Totale |
| Stagione               | Squadra                | Comp                   | Pres       | Reti       | Comp            | Pres            | Reti            | Comp               | Pres               | Reti               | Comp        | Pres        | Reti        | Pres   | Reti   |        |
| ---------------------- | ---------------------- | ---------------------- | ---------- | ---------- | --------------- | --------------- | --------------- | ------------------ | ------------------ | ------------------ | ----------- | ----------- | ----------- | ------ | ------ | ------ |
| 2017-2018              | Real Sociedad B        | SDB                    | 1          | 0          | -               | -               | -               | -                  | -                  | -                  |             | -           | -           | 1      | 0      |        |
| 2018-2019              | Real Sociedad B        | SDB                    | 16         | 2          | -               | -               | -               | -                  | -                  | -                  |             | -           | -           | 16     | 2      |        |
| 2019-2020              | Real Sociedad B        | SDB                    | 23         | 1          | -               | -               | -               | -                  | -                  | -                  |             | -           | -           | 23     | 1      |        |
| 2020-2021              | Real Sociedad B        | SDB                    | 17+2       | 1          | -               | -               | -               | -                  | -                  | -                  |             | -           | -           | 19     | 1      |        |
| 2021-2022              | Real Sociedad B        | SD                     | 24         | 0          | -               | -               | -               | -                  | -                  | -                  |             | -           | -           | 24     | 0      |        |
| 2022-2023              | Real Sociedad B        | PDRFEF                 | 9          | 0          | -               | -               | -               | -                  | -                  | -                  |             | -           | -           | 9      | 0      |        |
| Totale Real Sociedad B | Totale Real Sociedad B | Totale Real Sociedad B | 90+2       | 4          |                 | -               | -               |                    | -                  | -                  |             | -           | -           | 92     | 4      |        |
| 2020-2021              | Real Sociedad          | PD                     | 1          | 0          | CR              | -               | -               | UEL                | 0                  | 0                  | SS          | -           | -           | 1      | 0      |        |
| 2022-2023              | Real Sociedad          | PD                     | -          | -          | CR              | -               | -               | UEL                | 3                  | 0                  | -           | -           | -           | 3      | 0      |        |
| Totale carriera        | Totale carriera        | Totale carriera        | 91+2       | 4          |                 | 0               | 0               |                    | 3                  | 0                  |             | -           | -           | 96     | 4      |        |

## Palmarès

### Club

#### Competizioni nazionali
- Segunda División: 1

Leganés: 2023-2024